# ВЕС Maevaara 1
ВЕС Maevaara 1 — наземна вітрова електростанція у Швеції. Знаходиться у північно-східній частині країни в лені Норрботтен, неподалік від кордону з Фінляндією.
Майданчик для станції обрали у комунах Евертурнео та Паяла. Тут у 2015 році встановили 24 вітрові турбіни німецької компанії Nordex типу N117/3000 із одиничною потужністю 3 МВт. Діаметр ротору турбіни 117 метрів, висота башти — 120 метрів. Враховуючи, що ВЕС знаходиться на 100 км північніше Полярного кола, турбіни виготовлені з розрахунку на особливі температурні умови.
Компанія Google уклала угоду на придбання всієї продукції станції протягом десяти років. Існує також домовленість про розширення цього контракту та спорудження другої черги із 10 турбін загальною потужністю 33 МВт.